# Facundo Torres
Facundo Torres (Montevideo, 2000. április 13. –) uruguayi válogatott labdarúgó, a brazil Palmeiras középpályása.

## Pályafutása

### Klubcsapatokban
Torres az uruguayi fővárosban, Montevideoban született. Az ifjúsági pályafutását a helyi Peñarol akadémiájánál kezdte.
2020-ban mutatkozott be a Peñarol első osztályban szereplő felnőtt csapatában. 2022. január 24-én négyéves szerződést kötött az észak-amerikai első osztályban érdekelt Orlando City együttesével. Először a 2022. február 27-ei, Montréal ellen 2–0-ra megnyert mérkőzésen lépett pályára. Első gólját 2022. március 19-én, a LA Galaxy ellen idegenben 1–0-ás győzelemmel zárult találkozón szerezte meg.
2024. december 20-án bejelentették, hogy ötéves szerződést írt alá a Palmeiras csapatával.

### A válogatottban
Torres az U15-ös, az U17-es és az U20-as korosztályú válogatottakban is képviselte Uruguayt.
2021-ben debütált az felnőtt válogatottban. Először a 2021. június 4-ei, Paraguay ellen 0–0-ás döntetlennel zárult mérkőzés 66. percében, Jonathan Rodríguezt váltva lépett pályára. Első válogatott gólját 2023. június 20-án, Kuba ellen 2–0-ra megnyert barátságos mérkőzésen szerezte meg.

## Statisztikák
2023. június 25. szerint
| Klub         | Szezon   | Osztály          | Bajnokság | Bajnokság | Kupa  | Kupa | Nemzetközi | Nemzetközi | Összesen | Összesen |
| Klub         | Szezon   | Osztály          | Meccs     | Gól       | Meccs | Gól  | Meccs      | Gól        | Meccs    | Gól      |
| ------------ | -------- | ---------------- | --------- | --------- | ----- | ---- | ---------- | ---------- | -------- | -------- |
| Peñarol      | 2020     | Primera División | 32        | 5         | 0     | 0    | 6          | 1          | 38       | 6        |
| Peñarol      | 2021     | Primera División | 20        | 6         | 0     | 0    | 13         | 4          | 33       | 10       |
| Peñarol      | Összesen | Összesen         | 52        | 11        | 0     | 0    | 19         | 5          | 71       | 16       |
| Orlando City | 2022     | MLS              | 34        | 9         | 6     | 4    | —          | —          | 40       | 13       |
| Orlando City | 2023     | MLS              | 16        | 5         | 1     | 0    | 2          | 0          | 19       | 5        |
| Orlando City | Összesen | Összesen         | 50        | 14        | 7     | 4    | 2          | 0          | 59       | 18       |
| Összesen     | Összesen | Összesen         | 102       | 25        | 7     | 4    | 21         | 5          | 130      | 34       |

### A válogatottban
| Válogatott | Év       | Pályára lépés | Gól |
| ---------- | -------- | ------------- | --- |
| Uruguay    | 2021     | 10            | 0   |
| Uruguay    | 2023     | 5             | 1   |
| Uruguay    | 2024     | 3             | 0   |
| Összesen   | Összesen | 18            | 1   |

#### Góljai a válogatottban
| # | Időpont          | Helyszín                                | Ellenfél | Gólok | Eredmény | Kiírás              |
| - | ---------------- | --------------------------------------- | -------- | ----- | -------- | ------------------- |
| 1 | 2023. június 20. | Estadio Centenario, Montevideo, Uruguay | Kuba     | 1–0   | 2–0      | Barátságos mérkőzés |

## Sikerei, díjai
Peñarol
- Primera División
  - Bajnok (1): 2021

Orlando City
- US Open Cup
  - Győztes (1): 2022